# Willem van Renterghem
Willem van Renterghem (6 décembre 1782 – 24 octobre 1888) était un centenaire belge, la personne la plus âgée connue en Europe à sa mort.

## Biographie
Willem van Renterghem est né à Bruges, en Flandre-Occidentale, aux Pays-Bas autrichiens (aujourd'hui la Belgique), le 6 décembre 1782 (le 9 décembre selon la classification britannique). À 17 ans, il s'installe à Ruddervoorde et épouse Marie De Meulenaere en 1813. Le couple engendre cinq enfants.
Le 8 décembre 1883, il fêtait son 102e anniversaire en bonne santé et assistait encore à la messe dominicale. Si le temps le permettait, il faisait un saut à l'auberge voisine pour jouer aux cartes.
Willem van Renterghem décède d'un accident vasculaire cérébral à Ruddervoorde, dans la section d'Oostkamp, en Flandre-Occidentale, en Belgique, le 24 octobre 1888, à l'âge de 105 ans et 323 jours (105 ans et 320 jours selon la classification britannique). Il laisse un fils et une fille. Après sa mort, Marie d'Evergroote, alors âgée de 105 ans, est devenue la personne vivante la plus âgée connue en Europe.